# Wiesent (település)
Wiesent település Németországban, azon belül Bajorországban. Lakosainak száma 2723 fő (2023. december 31.).

## Népesség
A település népessége az elmúlt években az alábbi módon változott:
| Lakosok száma | 1749 | 1905 | 2482 | 2492 | 2532 | 2520 | 2575 | 2625 | 2689 | 2723 |
|               | 1970 | 1975 | 2011 | 2012 | 2014 | 2015 | 2017 | 2019 | 2022 | 2023 |